# Mahaokou (köpinghuvudort i Kina, Hubei Sheng, lat 29,97, long 112,30)
Mahaokou (kinesiska: 麻豪口, 麻豪口镇) är en köpinghuvudort i Kina. Den ligger i provinsen Hubei, i den centrala delen av landet, omkring 200 kilometer väster om provinshuvudstaden Wuhan. Antalet invånare är 55 232. Befolkningen består av 27 299 kvinnor och 27 933 män. Barn under 15 år utgör 11,0 %, vuxna 15-64 år 78 %, och äldre över 65 år 9,0 %.
Runt Mahaokou är det tätbefolkat, med 459 invånare per kvadratkilometer. Mahaokou är det största samhället i trakten. Trakten runt Mahaokou består till största delen av jordbruksmark.
Genomsnittlig årsnederbörd är 1 563 millimeter. Den regnigaste månaden är maj, med i genomsnitt 235 mm nederbörd, och den torraste är december, med 28 mm nederbörd.